# Гроте, Герман (орнитолог)
Герман Гроте (7 июля 1882 — 12 августа 1951, Берлин) — немецкий орнитолог, изучавший африканскую авифауну. В 1923 году был избран членом-корреспондентом Американского орнитологического союза.

## Биография
Служа директором плантации сизаля в Германской Восточной Африке, публиковал работы о местных птицах (в 1909—1913 годах). Во время Первой мировой войны попал в плен к русским и выучил русский язык. Этот навык Гроте затем постоянно использовал, переводя с русского на немецкий работы по орнитологии. Был связан с орнитологическими исследованиями, которые проводились в берлинском Музее естествознания.

## Некоторые описанные Гроте таксоны
- Vidua camerunensis (1922)
- Elminia albonotata subcaerulea (1923)
- Vidua togoensis (1923)[2]

## Избранные сочинения
- Beitrag zur Ornis des südöstlichen Deutsch-Ostafrika, 1912.
- Über einige gefangene ostafrikanische Vögel, 1912.
- Aus der ornithologischen Literatur Russlands: Berichte und Übersetzungen, Volume 5, 1925 — О российской орнитологической литературе и переводах.
- Beitrag zur Kenntnis der Vogelfauna des Graslandes von Neukamerun. 1925.
- Brutbiologisches aus N.A. Sarudnys Schriften, 1934 — Биология размножения Н. А. Сарыдного.
- «Collected Papers on Ornithology», 1935.
- Neue Beiträge zur Kenntnis der palaearktischen Zugvögel in Afrika, 1937[3][4].